# 信用金庫

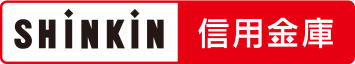
信用金庫の統一シンボルマーク

信用金庫（しんようきんこ、英語：Shinkin Bank）は、日本における預貯金取扱金融機関の一つである。
信用金庫法に基づく協同組織金融機関で、略称は信金（しんきん）。
各地域の中小企業・住民等を主な融資先とし、系統中央機関に信金中央金庫が存在する。

## 概要
信用金庫は、地域の中小企業・住民等が利用者・会員（出資者）となり地域の繁栄を図る、相互扶助の理念に基づく協同組織の金融機関である。取引先を営業地域内の中小企業・住民等とし、大企業や域外の企業・個人に対する融資ができないという制限があるが、これは「地域で集めた資金を地元企業・住民等に還元し、地域社会の発展に寄与する」ことを目的とするためである。通常の信用金庫は、その組織名に「信用金庫」、全国を地区とする信用金庫連合会の場合は「信金中央金庫」、それ以外の信用金庫連合会の場合は「信用金庫連合会」の文字を用いなければならない（法第6条）。
2021年（令和3年）3月末現在、全国254の信用金庫は、900万人を超える会員と155兆円の預金量を擁し、中小企業を中心に78兆円の資金を融資するなど、金融業界の中で重要な地位を占めている。
諸外国における協同組織による地域金融機関は、英国の「クレジット・ユニオン」（信用組合）「ビルディング・ソサエティー（住宅金融組合）」、ドイツの「クレディートゲノッセンシャフト」、米国の「クレジット・ユニオン」「ミューチャル・スリフ」などが有名であり、いずれも中小企業や庶民の生活に密着した経営を展開し、各国の金融の分野で大きな役割を果たしている。こうした協同組織はコミュニティーの形成による相互扶助や福祉・育成・発展を基本としており、その意味からコミュニティバンクとも呼ばれる。

## 沿革

### 協同組合運動
協同組合運動は19世紀に英国の実業家であるロバート・オウエンが、働く者の生活安定を考えて、工場内に購買部などを設けた「理想工場」をスコットランドのニューラナークに設立したことに遡る。その思想を受け継ぎ、マンチェスター郊外のロッチデールにおいて、働く人々が出資して、商品を安く購買できる自分達の企業を作ったのがロッチデール先駆者協同組合であり、これが世界で最初の協同組合である。株式会社と異なり、出資額にかかわらず、一人一票の平等の権利を有するという民主的な運営を行うなど、株式会社の弊害を是正するための協同組合原則、いわゆる「ロッチデール原則」を確立し、これが現在の協同組合の原理となっている。また同時期に働く者の相互扶助のために英国各地に設立された「フレンドリー・ソサエティー（友愛組合）」もこうした協同組合のルーツであると言われる。ちなみにフリードリヒ・エンゲルスは『空想から科学へ』の中で空想的社会主義者としてロバート・オウエンを高く評価しており、理想社会においては生産手段が社会化されるというエンゲルスの考えは協同組合運動から借りたものである。ウラジーミル・レーニンも協同組合運動を理想としており、フランス革命当時の思想家であるピエール・ジョゼフ・プルードンも人民銀行という名称の会員制の相互信用金庫を創立した。

### 明治維新以降
日本は、資本主義による急速な産業化を進めた。その中で株式組織の銀行は、地方で集めた資金を都市部の大企業や土地投機に集中的に運用した。このため、地域の中小零細企業や庶民は自分達の預けた資金を利用できず、地域社会は疲弊衰退・貧富の差が拡大し、社会の混乱が生じた。
明治政府は、こうした資本主義の弊害を是正するためには、資本の原理による株式会社の銀行ではなく、ドイツの信用組合を見習って、営業地域や融資対象を限定し、一人一票の民主的な運営原理による協同組織の金融機関を創設することこそ、中産階級の育成と庶民の生活安定のために必要であると考え、内務大臣の品川弥二郎や平田東助が中心となって、1900年（明治33年）に産業組合法を制定した。
これに基づき、ドイツの法律家ヘルマン・シュルツェ＝デーリチュの考案した信用組合を手本に、全国各地の地主や有力者が中心となって信用組合を設立したのが信用金庫の前身である。これと同時期に南ドイツの行政家フリードリヒ・ヴィルヘルム・ライファイゼンの考案したライファイゼン式信用組合が日本でも設立され、これが農業協同組合の信用事業の前身であり、両者は、同じ産業組合の理念を共有する仲間であり協力関係にあった。
当時の『産業組合の歌』（西条八十詞）には、農林漁業や商工業という産業の枠を超えて、「共存同栄」という理想のもとに集まり、「相互扶助」によって時代の荒波を乗り越え、愛の力で理想郷を築こう、という趣旨がうたわれており、関係者は、社会運動として理想と情熱を持って取り組んでいたことがうかがえる。新渡戸稲造や宮沢賢治など、当時一流の知識人が、この産業組合運動に尽力したことは広く知られている。
産業組合の事業分野としては、信用・販売・購買・利用の4つの事業を行った。これが、現在の農業協同組合、信用金庫、生活協同組合などに機能分化した。

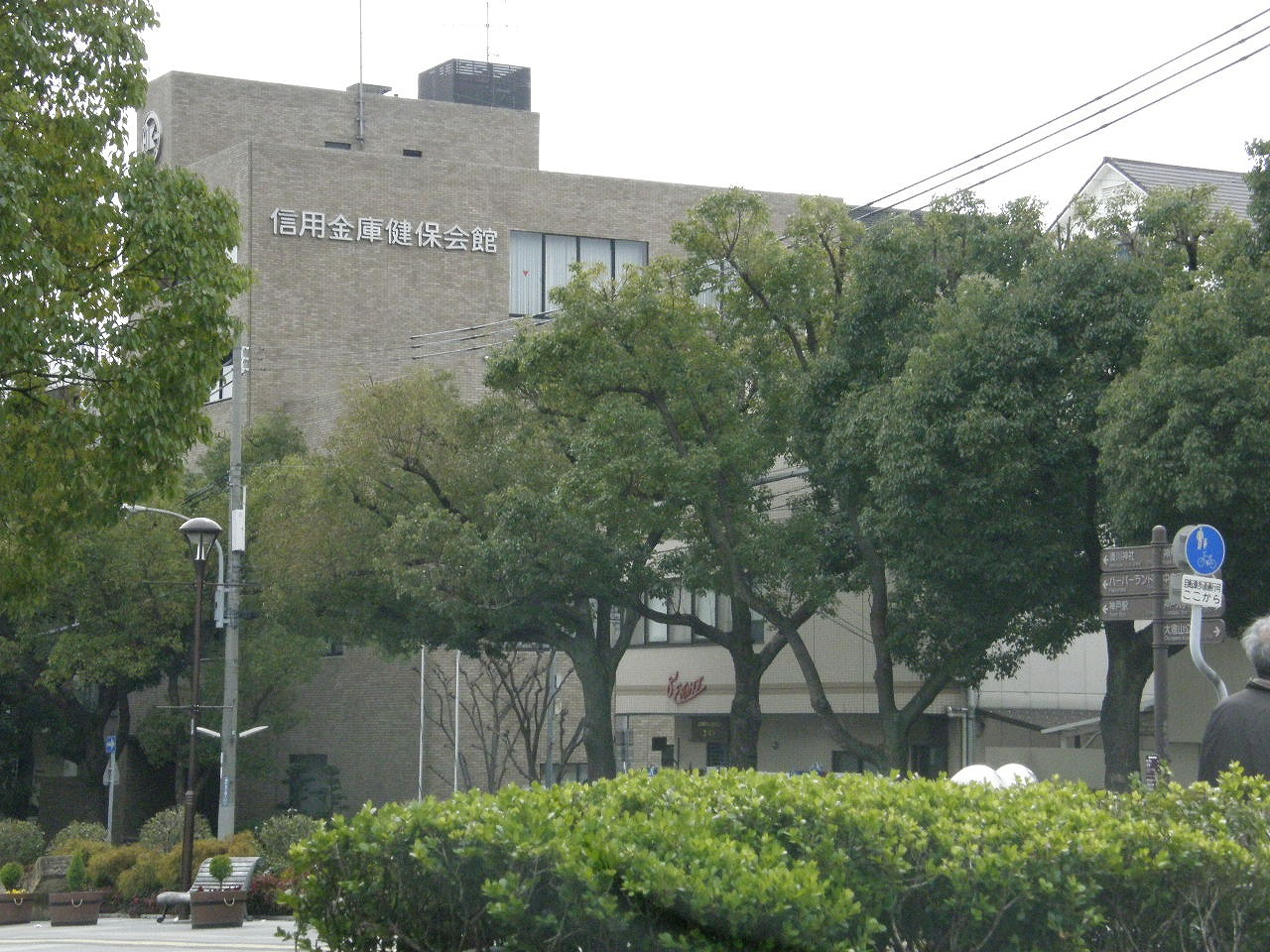
信用金庫職員が利用する信用金庫健保会館。健康診断などが行われる（兵庫県神戸市中央区）。

一方、日本においても、幕末の社会運動家である二宮尊徳が、勤倹貯蓄と相互扶助を目的とした報徳思想（報徳社運動）を起こし、これを全国に広めた。これが、日本における信用金庫などの協同組合運動の思想的なルーツの一つであるといわれる。『自助論』著者の英国人サミュエル・スマイルズ、米国のベンジャミン・フランクリンと同類の日本独自の協同組織運動として、明治の産業組合運動に大きな影響を与えていると言われている。日本最古の信用金庫「島田掛川信用金庫」は二宮尊徳の弟子である岡田良一郎によって設立された。また江戸時代後期の農政学者、農民指導者である大原幽学がつくった世界最古の農業協同組合である先祖株組合も協同組合運動のルーツであるといわれる。

### 市街地信用組合法の制定から信用金庫の誕生へ
都市の中小商工業者を対象とした信用組合のために、1917年（大正6年）に産業組合法が一部改正された。さらに1943年（昭和18年）には、単独法である市街地信用組合法が制定された。第二次世界大戦後、GHQの占領政策により、中央集権から地方分権への政策転換が進められ、旧市街地信用組合は、法律上中小企業等協同組合法に基づく信用協同組合とされた。しかし、この信用協同組合は、経営者の兼業禁止規定もなく監督官庁が大蔵省から都道府県となり、都道府県への届出だけで簡単に設立できるため、「町役場の金融部門」「町の発展のための公共的金融機関」として発足した旧市街地信用組合とは経営理念・歴史・経営内容が異なる。「青果や食肉など業種別の組合」「職域組合」「民族系組合」などから派生した新しい信用協同組合が林立し、それらと同一視されることが懸念された。このため、旧市街地信用組合は、それらと一線を画すため、1951年（昭和26年）に、議員立法により、新たに大蔵省直轄の協同組織金融機関である「信用金庫」を創設し、一斉に転換した。当時、無尽会社が相互銀行、信託会社が信託銀行と、大半が「銀行」に名称変更したのに対し、当時の信用組合の関係者は「儲け主義の銀行に成り下がりたくない」という強いプライドから「信用銀行」という案を拒否し、そこで当時の舟山正吉銀行局長から「金は銀よりも上」として、政府機関だけしか使っていなかった金庫という名称を許され「信用金庫」となった。

### 近年の変化
地域に密着した金融機関として定着してきた信用金庫であったが、1990年（平成2年）頃から信用金庫の合併が目立つようになった。さらに、金融ビッグバン以降は元本が保証されない投資信託を取り扱う信用金庫が増加した（ただし、一部の銀行のように派手な宣伝を行って投資信託を売り込んでいるところは少ないほか、城南信用金庫のように経営方針の中で「投資信託は取り扱わない」とする金庫もある）。

## 信用金庫の性質

### 3つのビジョン
信用金庫はその社会的使命・役割を明確にするため、業界として3つのビジョンを掲げている（全国信用金庫協会会長を務めた小原鐵五郎の掲げた「小原哲学」が元になっている）。
- 中小企業の健全な発展
- 豊かな国民生活の実現
- 地域社会繁栄への奉仕

### 預金と決済
預金業務は信用金庫法で認められており、決済機能については小切手法により銀行と同視される。
したがって、預金業務や決済業務では銀行と同等の業務内容といえる。
全国の信用金庫でATMの手数料を無料化する「しんきんATMゼロネットサービス」を実施（詳細については当該項目を参照のこと）。

#### 預金口座について
- 総合口座の呼称
  - 総合口座（普通預金及び定期預金）は定期性総合口座という名称が使われている[3][4]。
- 口座開設にあたって
  - 個人の普通預金口座を開設することは原則として自由であるが、信用金庫から融資を受ける場合と法人等の信用金庫への預金口座の開設は、原則的に、定款上で定められた営業地域に居住し、なおかつ居住地から最も近い支店での開設を求められる。

### 会員と出資
株式会社形態をとる銀行との大きな相違点としては、信用金庫が協同組織という非営利組織形態の一種をとっていることがある。
銀行における自己資本つまり株式に相当するものは、信用金庫の場合、会員の出資金である。営業区域内に居住地や勤務地のある個人、もしくは事業所のある法人などが、信用金庫に対して出資金を払込むことで、それに応じて出資証券が交付される。この点で、会員となるには地域的な制限がある。
信用金庫の出資証券は、（信金中央金庫の優先出資証券を除いて）市場に公開されていないため、時価で売買することはできない。その代わり、信用金庫の承認を得て譲渡するか、法定脱退、自由脱退という手続きが定められている。これら脱退の場合、出資に対応する持分が信用金庫から払戻される。経営状態が悪化して減資などの措置がとられていない限り、出資額相当が払戻される。
また、出資証券をもつ会員に対しては、出資口数に応じて配当が支払われる。

### 出資証券の性質
出資証券は、出資額の多寡に関わらず一人一票の平等な議決権を行使する「ロッチデール原則」による出資形態である。なぜならば、一部の資本家によって企業の買占めや支配が可能という資本主義の論理に従わず、会員相互の相互扶助を目的に民主的で平等な組織運営を行うためである。出資できる会員資格も特定地域の中小企業や個人に限定されている。

### 会員資格
信用金庫の事業地区内で以下のような場合に限られる（法第10条、法施行規則第1条）。
- 住所または居所がある
- 事業所を持つが小規模の事業者である
- 勤労に従事している
- 事業所を有する者の役員
- 自己の居住の用に供する宅地若しくは住宅の売買契約又は当該宅地の造成若しくは当該住宅の建設、修繕若しくは改良に関する工事の請負契約を締結し、当該地区内に転居することが確実と見込まれる者
- 当該信用金庫の役員

ただし事業者の場合、常時雇用の従業員数が300人以下、または資本金9億円以下の場合に限られる（法第7条第1項、法施行令第4条）。

### 融資
融資先にも制限があり、信用金庫の所在地域の中小企業（従業員数300人以下または資本金9億円以下）が対象となる。融資を受けるためには会員になることが必要とされている（このような制限があるために、企業が大きく成長した場合には、信用金庫からの融資を受けられなくなってしまうことが起きる。このような企業は俗に「卒業生」と呼ばれる。「卒業生」に対しては、その後も一定期間に限り融資を継続できる「卒業生金融」という制度がある）。
中には、会員資格の資本金上限9億円のさらなる拡大や、卒業生金融の長期化・恒久化を求める声もある。しかし、こうした制度的制約は「地域の中小企業や個人に対する安定した資金供給を通じて地域社会の発展に貢献する」という、独自な役割発揮を社会から期待されているために定められたわけであり、それを薄めるような安易な拡大主義の考え方は、信用金庫本来の思想性、使命を薄めるものであるので、制度的制約を緩和し、銀行並みの業務拡大を目指す信金は銀行へ転換すべきという考えもある（『毎日新聞』2008年（平成20年）1月31日付）。
なお現在は金融庁の監督下で、銀行同様に大口融資については政令によって別途定められた制限（銀行法第13条大口信用供与の制限に準じる）を受けている。ある県内の信用金庫では、同一人に対しては貸し出しできる上限は当信用金庫の自己資本額の20%以内、同一グループである場合には当信用金庫の自己資本額の40%以内と公表している。

### その他
金融業務以外の信用金庫固有の業務として、スポーツ振興くじ（サッカーくじ、toto）の当せん金の支払いを一部の店舗で行っている。
銀行や信用組合との相違などの詳細は、外部リンク「一般社団法人全国信用金庫協会」サイトを参照。
統一キャッチフレーズ
「Face to Face」（1994年（平成6年） - ）
統一イメージキャラクター
詳細は後述の「統一イメージキャラクター」を参照。

## 他の金融機関等との連携

### ゆうちょ銀行との提携
1999年（平成11年）よりゆうちょ銀行（当時は郵便貯金）とのATM・CD提携サービスを開始し、相互入出金が可能になった。利用できる信用金庫は順次拡大し、2005年（平成17年）2月14日に唯一未提携だった古平信用金庫が北海信用金庫（現北海道信用金庫）に吸収合併されたことで全信用金庫との提携が完了した。

### セブン銀行との提携
2003年（平成15年）7月7日よりセブン銀行（当時はアイワイバンク銀行）とコンビニATMによる預け入れ・引き出し提携を開始している。ただし、利用できるのは当初一部の信用金庫に限られていたが（主にセブン-イレブンが展開されている地域の各信金が提携しているが、未展開地域などに対しては参加している信金は少ない）、利用可能な信金は次々と増加傾向にあり、2024年（令和6年）6月3日現在、高知信用金庫を除く全253信金が提携に参加している。開始当初は平日日中と土曜日中では無料で利用できたが、諸事情により2005年（平成17年）4月1日からは各信金の利用可能時間内の入出金については一律の手数料がかかる（片乗り入れのため、信用金庫のATMではセブン銀行のキャッシュカードを利用することはできない）。2007年（平成19年）5月14日からは同行ATMにおいて、セブン銀行と提携済かつICカード取扱の各信用金庫が発行されているICキャッシュカードにおけるICチップによる取引にも対応した。

### 新銀行東京との提携
民間金融機関としては初めて、2006年（平成18年）1月23日より新銀行東京とのATM相互出金提携を始めた。ただし、NTTデータ統合スイッチングサービスに接続している信用金庫のみの対応となっており、一時はほとんどの信用金庫と接続されていたが、解除した信用金庫もあるため、2010年（平成22年）2月15日現在、全272信金中194信金が対応していた。なお、新銀行東京は2018年5月を以て八千代銀行・東京都民銀行と合併しきらぼし銀行になり解散した。

### イオン銀行との提携
2008年（平成20年）6月16日からイオン銀行とのATM相互出金提携を開始した。提携開始時点では260信金が提携し、2008年（平成20年）12月15日に未提携の19信金のうち16信金が提携した。残された伊達・帯広・城南の3信金は2013年12月8日にイオン銀行がみずほ銀行と戦略的提携を結んだのに伴いイオン銀行ATMでの出金可になり、さらに2016年1月には相互出金が可になった。2017年2月より一部を除き相互入金も可となった。

### JR東日本「ビューアルッテ」との提携
全国信用金庫協会からの発表はなかったが、東日本旅客鉄道（JR東日本）（発表当時。2010年（平成22年）2月1日付けをもって、ビューカード事業・ビューアルッテの運営がJR東日本から株式会社ビューカードに継承）が2009年（平成21年）10月19日に全国信用金庫協会と提携し、首都圏内のJR駅内を中心に展開しているATMコーナー「ビューアルッテ」において、提携信用金庫キャッシュカードによる出金提携を開始することになった。
その提携の一環として、まずは2009年（平成21年）10月26日に多摩信用金庫からサービスを開始し、ビューアルッテにおいて出金や残高照会のサービスが利用できるようになった（通常は要手数料だが、サービス開始時より期間限定（カードの種類によって終了期間が異なる）にて出金手数料優遇が実施されている）。また、2010年（平成22年）4月12日には埼玉縣信用金庫と朝日信用金庫でも同ATM出金提携に参加している。
以降も提携信用金庫の拡大を続けており、2018年（平成22年）1月1日現在、全261信金中227信金が提携に参加している。
2021年7月12日よりビューアルッテとみずほ銀行の提携により、全信金で出金可となった。

### ローソン銀行との提携
2021年（令和3年）4月5日よりローソン銀行との直接提携によるサービスを開始した。前身であるローソン・エイティエム・ネットワークス（LANs）時代よりMICSを通じて出金及び残高照会を扱っており、2018年（平成30年）にローソン銀行移管後も三菱UFJ銀行経由でサービスを継続していたが、直接提携に切り替えたことで入金も開始されることになった。2024年（令和6年）10月1日現在、254信金中248信金と直接提携している。

## 大手信金
本節では預金量が2兆円を超える信用金庫を「大手信金」とする。
括弧内は2021年3月末現在の預金・貸出金残高。その他は「日本の信用金庫の一覧」を参照。
- 京都中央信用金庫（5兆623億円・3兆255億円）
- 城南信用金庫（3兆9,309億円・2兆3,531億円）
- 岡崎信用金庫（3兆4,065億円・1兆7,130億円）
- 多摩信用金庫（3兆1,007億円・1兆1,945億円）
- 埼玉縣信用金庫（3兆166億円・1兆8,072億円）
- 大阪信用金庫（2兆8,236億円・1兆5,920億円）
- 京都信用金庫（2兆7,828億円・1兆7,874億円）
- 尼崎信用金庫（2兆7,206億円・1兆3,454億円）
- 浜松磐田信用金庫（2兆6,491億円・1兆3,035億円）
- 城北信用金庫（2兆6,433億円・1兆2,821億円）
- 大阪シティ信用金庫（2兆6,238億円・1兆4,349億円）
- 岐阜信用金庫（2兆4,837億円・1兆3,785億円）
- 碧海信用金庫（2兆2,275億円・1兆1,283億円）
- 川崎信用金庫（2兆1,862億円・1兆2,864億円）
- 瀬戸信用金庫（2兆1,321億円・1兆814億円）
- 横浜信用金庫（2兆121億円・1兆1,378億円）

## 中央・関係機関
- 一般社団法人全国信用金庫協会 - 全国の信用金庫を会員とする業界の利益代表機関。
- 信金中央金庫 - 全国の信用金庫を会員とする信用金庫の系統中央機関。かつては全信連（全国信用金庫連合会）と称していた。
- 全国信用金庫厚生年金基金 - 全国の信用金庫及び関係団体役職員のための厚生年金基金。
- 一般社団法人しんきん保証基金 - 信用金庫業界における個人ローン専門の信用保証機関。
- 株式会社しんきん情報システムセンター - 信用金庫業界のシステム中枢センター。
- 株式会社しんきんカード - 関東甲信越・北海道・沖縄県の信用金庫を株主とするクレジットカード会社。

## 信用金庫の再編
金融自由化の進展に伴い、経営基盤の強化を目的とした合併や経営難に陥った信用金庫の破綻等により、全国の信用金庫数は1991年3月末（454金庫）から2021年3月末（254金庫）の30年間で大きく減少した。なお、2021年3月末現在、長崎県・沖縄県の2県は県内に本店を有する信用金庫が1金庫のみの「県内1信金」であり、青森県・秋田県・茨城県・山梨県・和歌山県・香川県・徳島県・高知県の8県においても県内に本店を有する信用金庫は2金庫となっている。
金融機関の合併及び転換に関する法律には、信用金庫から銀行への転換や、銀行から信用金庫への転換、各業態との合併に関わる手続きなどが規定されているが、2021年3月末現在、信用金庫から銀行に転換した事例は、（経営破綻による既存銀行への営業譲渡を除くと）1991年（平成3年）4月の八千代信用金庫が普通銀行に転換して八千代銀行となった1例のみである（八千代銀行は2018年（平成30年）5月1日、東京都民銀行・新銀行東京との合併を経て、きらぼし銀行となった）。そのほか、転換の手続きによるものではないが稀な事例として、合併によって信用組合となった信用金庫も存在する（杵築信用金庫、現・大分県信用組合）。

## 提供番組
（一社）全国信用金庫協会の提供（スポンサー表示は「信用金庫」）
全国ネット
- ワールドビジネスサテライト（テレビ東京系列）月～金曜23:00 - 23:58（2019年12月～）
- オールナイトニッポン（ニッポン放送・NRN系列）月～土曜25:00 - 27:00（2020年1月～）
- ズームイン!!サタデー（日本テレビ系列） 土曜5:30 - 8:00（2022年1月～）
- 日曜日の初耳学（毎日放送制作・TBS系列） 日曜22:00 - 22:54（2022年4月～）

ローカル
- 秋田県
  - バイキング：秋田テレビ（金曜 11:55 - 12:55）

- 福井県
  - めざましテレビ：福井テレビ（月曜 6:40 - 8:00の間）

- 徳島県
  - よしもと新喜劇：四国放送（土曜 12:00 - 13:00）

### 過去の提供番組
- 日本テレビ火曜9時枠連続ドラマ（日本テレビ）（スポンサー表示は「信用金庫・全信連」）
  - 火曜日 21:00 - 21:54
- 火曜サスペンス劇場（日本テレビ）
  - 火曜日 21:00 - 22:54
- 世界まる見え!テレビ特捜部（日本テレビ）
  - 月曜日 20:00 - 20:54
- サンデーモーニング（TBS系列）
  - 日曜日 8:00 - 9:55
- 野生の王国（毎日放送制作・TBS系列）
  - 金曜日 19:30 - 20:00
- SCHOOL OF LOCK!／SCHOOL OF LOCK! FRIDAY（TOKYO FM・JFN系38局）
  - 月～金曜22:00 - 23:55（2021年1月～3月）
- ZIP!（日本テレビ系列）（その後提供枠は『ズームイン!!サタデー』へ移動）
  - 水曜日 7時台後半（2021年1月～3月）
- 痛快TV スカッとジャパン（フジテレビ）
  - 月曜日 20:00 - 20:54（2021年1月～3月）
- トリニクって何の肉!?（ABCテレビ・テレビ朝日系列）
  - 火曜日 21:00 - 21:54（2021年4月～6月）

## 統一イメージキャラクター

### 現在
- 伊藤沙莉（2024年10月 - ）[12][13]

### 過去
- 水沢アキ
- 宮崎美子
- 有森也実
- 菊池麻衣子（1993年 - 2006年）
- 佐藤藍子
- 原田夏希（2006年 - 2013年3月）
- 石川遼
- 有村架純（2014年 - 2018年3月）
- 咲坂実杏（2018年4月 - 2024年9月）